# Cantonul La Couronne
Cantonul La Couronne este un canton din arondismentul Angoulême, departamentul Charente, regiunea Poitou-Charentes, Franța.

## Comune
- Fléac
- La Couronne (reședință)
- Nersac
- Puymoyen
- Roullet-Saint-Estèphe
- Saint-Michel
- Vœuil-et-Giget